# Ruud Mourik
Johannes Rutgerus (Ruud) Mourik (Den Haag, 17 juni 1949) is een Nederlands componist, muziekpedagoog, dirigent en slagwerker.

## Levensloop
Mourik studeerde aan het Koninklijk Conservatorium in zijn geboortestad Den Haag en behaalde in 1971 zijn diploma's. Aanvankelijk werkte hij als slagwerker in verschillende orkesten en werd vanaf 1976 docent slagwerk aan de stedelijke muziekschool in Den Haag, later het Koorenhuis. In 1981 richtte hij een eigen muziekuitgeverij in Alphen aan den Rijn, J.R.M. Editie Holland, op. 
Na 36 jaar lesgeven ging hij met pensioen. Hij was ruim 25 jaar docent bij diverse muziekverenigingen. Met het Residentie Slagwerk Ensemble verzorgde hij gedurende 30 jaar schoolconcerten in Nederland en België.  Dat zijn ongeveer 3000 concerten geweest. 
Al tijdens zijn studie begon hij te componeren. In 1972 kreeg hij door het Holland Festival een compositieopdracht voor het Concertgebouw in Amsterdam. Het daarvoor geschreven werk Festival '72 werd onder zijn leiding uitgevoerd. In 2000 verscheen er een cd met opnames van hem door de Slagwerkgroep Nieuwveen. In 2006 ontwikkelde hij samen met Patricia Gulpen en het Cochlear Implantation en Rehabilitation Centrum Leiden-Effatha (CIRCLE) aan de afdeling audiologie van het Leids Universitair Medisch Centrum het Circle-spel. Voor les aan doven en slechthorende kinderen heeft hij een methode "Cijfers Wo(o)rden Noten" ontwikkeld.

## Composities

### Werken voor orkest
- Pieces, voor Symphonie orkest

### Werken voor harmonie- of fanfareorkest
- Doorwerth Castle March
- Fanfare for winds and percussion
- Regina Magna, processiemars
- Red Roses, voor drumfanfare
- Rhythm and Brass, voor drumfanfare
- Entrata, voor buisklokken en harmonieorkest
- Blue Bells of Scotland
- Rhythm and Melody
- Veni Jesu   uitgegeven bij Tierolff
- Fanfare Maestoso (koper blazers)  uitgegeven bij Beurskens
- Commemorating voor harmonie orkest slagwerkers en koor
- Fanfare to you   voor Harmonie/Fanfare orkest  ,maar ook voor Marchingband

Voor pijperkorps
- Txistu   fluit, picolo, tamboers

Voor houtblazers
- Carrousel houtblazers en slagwerk

Voor Jachthoornkorps
- Entrata
- Rumba for Band
- An die Freude (Beethoven) arr; Ruud Mourik

### Kamermuziek
- Septet, voor slagwerk en harp
- Intermezzo, voor slagwerk en strijkorkest

### Werken voor slagwerk
- Chinese Holiday,slagwerktrio uitgegeven bij DMP
- De taal van staal, voor groot slagwerkensemble en theatergroep
- Last Destination,  voor afgekeurde vliegtuigonderdelen en slagwerk
- Construction, voor slagwerkensemle (8 spelers) uitgegeven bij Beurskens
- Dreams, slagwerkensemble (16 slagwerkers) harp, koor en accordeon (45 minuten) uitgegeven bij DMP
- The Bells   slagwerkensemble (10 spelers)
- Westlandia  slagwerkensemble. uitgegeven bij Beurskens
- The Iron doll  slagwerk kwartet (ballet muziek)
- Decem slagwerkensemble (10 spelers) uitgegeven bij Beurskens
- Schakeringen  slagwerkensemble en tamboerkorps   uitgegeven bij Beurskens
- Metamorfoses, slagwerkensemble( 6 spelers)
- From me to You slagwerkensemble septet
- Timpani march uitgegeven bij Beurskens
- To You percussie solo (setup) uitgegeven bij Beurskens
- Lotus  percussie solo (setup) uitgegeven bij Beurskens
- April 26e percussie solo (setup) uitgegeven bij DMP
- Fortissimo slagwerkensemble  uitgegeven bij Beurskens
- A trip round china  slagwerkensemble   uitgegeven bij Beurskens
- Herakleion 1 en 2 slagwerkensemble  uitgegeven bij DMP
- Lokaal 32  slagwerkensemble  uitgegeven bij Beurskens
- Grn ed Tnaik sagwerkensble (met drums) uitgeven bij Beurskens
- Mixtum slagwerkensemble  uitgegeven bij DMP
- Tune slagwerkensemble (kort werkje) 6 spelers  uitgeven bij Beurskens
- To you for percussion sextet
- Apollo for percussion sextet
- Metamorphosis for Timpani solo and percussion ensemble

### Pedagogische werken
- Cijfers Wo(o)rden Noten Een lesmethode waar men op de eerste plaats geen noten maar cijfers leest, geschikt voor workshops op maat ook geschikt voor doof-slechthorenden
- Het Circle-spel   (zie "Externe link")